# Podpeč (Brezovica)
Podpeč (Duits: Unterstein) is een plaats in Slovenië en maakt deel uit van de gemeente Brezovica in de NUTS-3-regio Osrednjeslovenska.

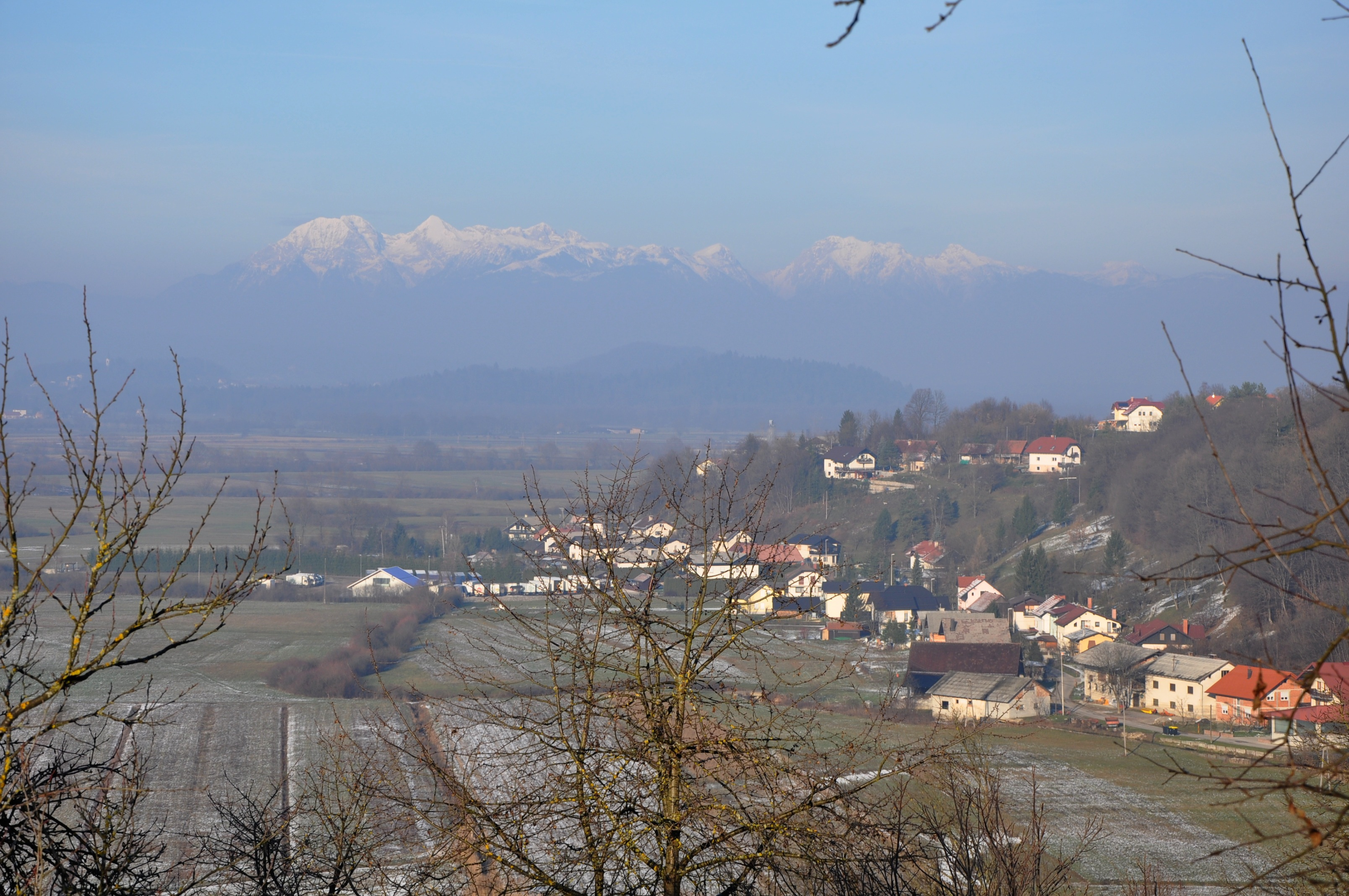
Podpeč en omgeving